# Шейх-Ахмед, Исмаил Ульд
Исмаи́л ульд Ше́йх-Ахме́д (фр. Ismail Ould Cheikh Ahmed, араб. إسماعيل ولد الشيخ أحمد‎; род. 1 января 1960, Нуакшот, Французская Западная Африка) — мавританский государственный служащий и дипломат. Министр иностранных дел Мавритании с 2018 года.

## Личная жизнь
Родился 1 января (в арабской вики указана дата 9 ноября) 1960 года в районе Била, который в настоящее время является частью Нуакшота.

## Образование
Начальное, среднее и высшее образование получил в Нуакшоте. В 1980 году защитил диплом по естественным наукам и получил стипендию для обучения заграницей. Окончил университет Монпелье во Франции со степенью бакалавра по экономике. После защитил степень магистра по управлению персоналом в Манчестерском университете в Великобритании. Затем поступил в Маастрихтскую высшую школу управления Маастрихтского университета в Нидерландах, которую окончил с расширенным сертификатом в области анализа экономики и социальной политики. Свободно владеет арабским, французским, английским языками.

## Карьера
На дипломатической службе с середины 1980-х годов. В 1985—1986 годах был комиссаром по продовольственной безопасности Мавритании. С 1986 по 1997 год работал в ЮНИСЕФ в качестве сотрудника этой организации по операциям в нескольких странах.
С 2002 по 2005 год служил постоянным представителем ЮНИСЕФ в Грузии. Работал заместителем директора ЮНИСЕФ по Восточной и Южной Африке в Найроби. Затем в 2008—2012 годах работал в должности директора по реформам и преобразованиям в штаб-квартире ЮНИСЕФ в Нью-Йорке. В эти же годы являлся координатором по гуманитарным вопросам и постоянным представителем программы развития ООН в Сирии.
С 2012 по 2014 год являлся координатором по гуманитарным вопросам и постоянным представителем программы развития ООН в Йемене. В 2014 году был специальным представителем ООН и главой Миссии ООН по борьбе с лихорадкой эбола. В декабре того же года получил назначение на место заместителя специального представителя ООН и координатора по гуманитарным вопросам Миссии ООН по стабилизации в Ливии.
С апреля 2015 по февраль 2018 года был специальным посланником ООН по Йемену. С 11 июня 2018 года является министром иностранных дел Мавритании.